# Pallacanestro maschile ai VII Giochi panamericani
Il Campionato maschile di pallacanestro ai VII Giochi panamericani si è svolto dal 13 al 25 ottobre 1975 a Città del Messico, in Messico, durante i VII Giochi panamericani. La vittoria finale è andata alla nazionale statunitense.

## Squadre partecipanti
- Argentina
- Bahamas
- Brasile
- Canada
- Cuba
- Isole Vergini Americane
- Messico
- Porto Rico
- Stati Uniti
- Venezuela

## Girone unico
| Squadra                 | G | V | P | PF  | PS   | DP   |
| ----------------------- | - | - | - | --- | ---- | ---- |
| Stati Uniti             | 9 | 9 | 0 | 889 | 555  | +334 |
| Porto Rico              | 9 | 7 | 2 | 838 | 775  | +63  |
| Brasile                 | 9 | 7 | 2 | 809 | 707  | +102 |
| Messico                 | 9 | 5 | 4 | 776 | 710  | +66  |
| Cuba                    | 9 | 5 | 4 | 770 | 673  | +97  |
| Canada                  | 5 | 5 | 4 | 732 | 639  | +93  |
| Argentina               | 9 | 3 | 6 | 777 | 837  | -60  |
| Venezuela               | 9 | 2 | 7 | 569 | 777  | -208 |
| Bahamas                 | 9 | 2 | 7 | 694 | 843  | -149 |
| Isole Vergini Americane | 9 | 0 | 9 | 724 | 1062 | -338 |

## Risultati
| Città del Messico 13 ottobre 1975 | Cuba | 92 – 58 | Bahamas |  |

| Città del Messico 13 ottobre 1975     | Stati Uniti | 103 – 62 | Argentina |  |
| \| \| \| \| \| Cook 24 \| Punti \| \| |             |          |           |  |
|                                       |             |          |           |  |
| Cook 24                               | Punti       |          |           |  |

| Città del Messico 13 ottobre 1975 | Messico | 110 – 45 | Venezuela |  |

| Città del Messico 13 ottobre 1975 | Porto Rico | 100 – 85 | Brasile |  |

| Città del Messico 14 ottobre 1975 | Canada | 109 – 55 (51-26) | Isole Vergini Americane |  |

| Città del Messico 14 ottobre 1975         | Stati Uniti | 99 – 70 | Messico | (15.000 spett.) |
| \| \| \| \| \| Birdsong 18 \| Punti \| \| |             |         |         |                 |
|                                           |             |         |         |                 |
| Birdsong 18                               | Punti       |         |         |                 |

| Città del Messico 14 ottobre 1975 | Brasile | 98 – 88 (46-38) | Bahamas |  |

| Città del Messico 15 ottobre 1975, ore 13:00 | Porto Rico | 84 – 77 (39-39) | Venezuela |  |

| Città del Messico 15 ottobre 1975, ore 19:00 | Argentina | 81 – 80 | Canada |  |

| Città del Messico 15 ottobre 1975, ore 21:00 | Cuba | 125 – 74 | Isole Vergini Americane |  |

| Città del Messico 16 ottobre 1975, ore 13:00 | Brasile | 89 – 56 (50-26) | Venezuela |  |

| Città del Messico 16 ottobre 1975, ore 19:00 | Bahamas | 114 – 91 | Isole Vergini Americane |  |

| Città del Messico 16 ottobre 1975, ore 21:00 | Stati Uniti | 85 – 53 (36-19) | Porto Rico |  |
| \| \| \| \| \| Birdsong 18 \| Punti \| \|    |             |                 |            |  |
|                                              |             |                 |            |  |
| Birdsong 18                                  | Punti       |                 |            |  |

| Città del Messico 16 ottobre 1975 | Messico | 82 – 73 (34-37) | Canada |  |

| Città del Messico 17 ottobre 1975, ore 15:00 | Stati Uniti | 97 – 32 (43-10) | Venezuela |  |
| \| \| \| \| \| Birdsong 15 \| Punti \| \|    |             |                 |           |  |
|                                              |             |                 |           |  |
| Birdsong 15                                  | Punti       |                 |           |  |

| Città del Messico 17 ottobre 1975, ore 21:00 | Brasile | 129 – 80 | Isole Vergini Americane |  |

| Città del Messico 17 ottobre 1975, ore 23:00 | Cuba | 98 – 86 | Argentina |  |

| Città del Messico 18 ottobre 1975, ore 13:00 | Bahamas | 92 – 83 | Argentina |  |

| Città del Messico 18 ottobre 1975, ore 15:00 | Canada | 76 – 74 (35-34) | Porto Rico |  |

| Città del Messico 18 ottobre 1975, ore 21:00 | Cuba | 76 – 73 | Messico |  |

| Città del Messico 18 ottobre 1975, ore 23:00    | Stati Uniti | 87 – 62 (47-30) | Brasile |  |
| \| \| \| \| \| Cook, Grunfeld 12 \| Punti \| \| |             |                 |         |  |
|                                                 |             |                 |         |  |
| Cook, Grunfeld 12                               | Punti       |                 |         |  |

| Città del Messico 19 ottobre 1975, ore 11:00 | Argentina | 124 – 85 (45-41) | Isole Vergini Americane |  |

| Città del Messico 19 ottobre 1975, ore 19:00 | Canada | 83 – 73 (41-34) | Venezuela |  |

| Città del Messico 19 ottobre 1975, ore 21:00 | Messico | 93 – 87 (52-44) | Bahamas |  |

| Città del Messico 19 ottobre 1975, ore 23:00 | Porto Rico | 89 – 85 (44-42) | Cuba |  |

| Città del Messico 20 ottobre 1975 | Cuba | 77 – 50 | Venezuela |  |

| Città del Messico 20 ottobre 1975 | Brasile | 105 – 83 | Argentina |  |

| Città del Messico 20 ottobre 1975      | Stati Uniti | 84 – 73 | Canada |  |
| \| \| \| \| \| Davis 19 \| Punti \| \| |             |         |        |  |
|                                        |             |         |        |  |
| Davis 19                               | Punti       |         |        |  |

| Città del Messico 20 ottobre 1975 | Messico | 111 – 90 | Isole Vergini Americane |  |

| Città del Messico 21 ottobre 1975 | Porto Rico | 107 – 92 (52-35) | Bahamas |  |

| Città del Messico 21 ottobre 1975 | Messico | 93 – 77 (51-52) | Argentina |  |

| Città del Messico 22 ottobre 1975, ore 11:00 | Venezuela | 74 – 71 | Bahamas |  |

| Città del Messico 22 ottobre 1975, ore 19:00 | Porto Rico | 115 – 93 | Isole Vergini Americane |  |

| Città del Messico 22 ottobre 1975, ore 21:00 | Brasile | 88 – 76 (48-32) | Canada |  |

| Città del Messico 22 ottobre 1975, ore 23:00 | Stati Uniti | 84 – 78 (44-34) | Cuba |  |
| \| \| \| \| \| Parish 19 \| Punti \| \|      |             |                 |      |  |
|                                              |             |                 |      |  |
| Parish 19                                    | Punti       |                 |      |  |

| Città del Messico 23 ottobre 1975 | Porto Rico | 117 – 101 (73-46) | Argentina |  |

| Città del Messico 23 ottobre 1975 | Canada | 70 – 65 (39-28) | Cuba |  |

| Città del Messico 23 ottobre 1975          | Stati Uniti | 137 – 70 (55-35) | Isole Vergini Americane |  |
| \| \| \| \| \| Parkinson 25 \| Punti \| \| |             |                  |                         |  |
|                                            |             |                  |                         |  |
| Parkinson 25                               | Punti       |                  |                         |  |

| Città del Messico 23 ottobre 1975 | Brasile | 64 – 63 (36-35) | Messico |  |

| Città del Messico 24 ottobre 1975 | Venezuela | 98 – 86 (46-33) | Isole Vergini Americane |  |

| Città del Messico 24 ottobre 1975        | Stati Uniti | 113 – 55 (52-28) | Bahamas |  |
| \| \| \| \| \| Rollins 17 \| Punti \| \| |             |                  |         |  |
|                                          |             |                  |         |  |
| Rollins 17                               | Punti       |                  |         |  |

| Città del Messico 24 ottobre 1975 | Porto Rico | 99 – 81 | Messico |  |

| Città del Messico 25 ottobre 1975 | Canada | 92 – 37 (42-18) | Bahamas |  |

| Città del Messico 25 ottobre 1975 | Argentina | 80 – 64 (42-34) | Venezuela |  |

| Città del Messico 25 ottobre 1975 | Brasile | 89 – 74 | Cuba |  |

## Classifica finale
| Pos. | Squadra                 | Formazione |
| ---- | ----------------------- | --- |
|      | Stati Uniti             | Stati Uniti4 Davis, 5 Birdsong, 6 Bond, 7 Parkinson, 8 Hassett, 9 Grunfeld, 10 Douglas, 11 Cook, 12 Robey, 13 LaGarde, 14 Rollins, 15 Parish, All. Marv Harshman                        |
|      | Porto Rico              | Porto Rico4 Betancourt, 5 Báez, 6 Rivera, 7 Bermúdez, 8 Rodríguez, 9 Montañez, 10 Brignoni, 11 Thordsen, 12 Ortiz, 13 Cruz, 14 Dalmau, 15 Brown, All. Jim Apicella                      |
|      | Brasile                 | Brasile4 Paulo César, 5 Fausto, 6 Bira, 7 Carioquinha, 8 Hélio Rubens, 9 Marquinhos, 10 Gilson, 11 Marcel, 12 Adilson, 13 Sérgio Macarrão, 14 Zé Geraldo, 15 Robertão, All. Edson Bispo |
| 4.   | Messico                 | Messico4 García, 5 Guerrero, 6 Álvarez, 7 Palma, 8 Asiáin, 9 Reyes, 10 Rodríguez, 11 Flores, 12 Zaragoza, 13 Ayala, 14 Sáenz, 15 Palomar, All. Pedro Barba                              |
| 5.   | Cuba                    | Cuba4 Domecq, 5 R. Herrera, 6 Roca, 7 Chappé, 8 Ortiz, 9 Padrón, 10 Pérez, 11 Calderón, 12 T. Herrera, 13 Scott, 14 Urgellés, 15 Morales, All. Carmelo Ortega                           |
| 6.   | Canada                  | CanadaAtkin, Brkovich, Hall, Hansen, Pound, Rautins, Riley, Russell, Sharpe, Tollestrup, Zoet, All. Jack Donohue                                                                        |
| 7.   | Argentina               | Argentina4 Aguirre, 5 Draghi, 6 Martín, 7 Prato, 8 Guitart, 9 Pagella, 10 Raffaelli, 11 Pellandini, 12 Cadillac, 13 Perazzo, 14 Monachesi, 15 Gehrmann, All. Abelardo Dasso             |
| 8.   | Venezuela               | Venezuela4 Martínez, 5 L. Lairet, 6 Solano, 7 Mujica, 8 Rivero, 9 Bompart, 10 Grahovac, 11 Mora, 12 Linares, 13 C. Lairet, 14 Tovar, 15 Silvera, All. Francisco Diez                    |
| 9.   | Bahamas                 | Bahamas4 Storr, 5 Symonette, 6 Horley, 7 Lightbourn, 8 C. Rose, 9 Gilcud, 10 Strachan, 11 Thompson, 12 Quant, 13 J. Rose, 14 Robins, 15 Minns, All. Fred Smith                          |
| 10.  | Isole Vergini Americane | Isole Vergini Americane4 Bell, 5 Frett, 6 Testamark, 7 Harrison, 8 Cid, 9 Francis, 10 Simeon, 11 Johns, 12 Williams, 13 Abraham, 14 Charles, 15 Solomon, All. Jaime Frett               |